# Repsol
Repsol  S.A. (Ibex 35) est une société anonyme espagnole, fondée en octobre 1987. Elle centre ses activités autour de l'exploration, la production, le transport et le raffinage du pétrole et du gaz naturel. De plus, elle fabrique, distribue et commercialise des produits issus de la pétrochimie, et du gaz naturel. Elle est emblématique de l'industrie pétrolière en Espagne actuelle.
La société, créée en 1987, résulte de la fusion de plusieurs sociétés espagnoles du pétrole et de la pétrochimie, Hispanoil, Enpetrol, Butano, CAMPSA et Petronor, autour de l'Institut national des hydrocarbures (INH). Elle fusionne, en 1999, avec la société argentine YPF sous le nom de Repsol YPF. En 2012, à la suite de la nationalisation d'YPF par le gouvernement argentin, la société retrouve son nom de Repsol.

## Description
Le nom de Repsol dérive de la marque de lubrifiant commercialisée par la société REPESA (Refineria de Petroleos de Escombras en espagnol), ancêtre de la société actuelle.
En 1991, l'Institut national des hydrocarbures espagnol (INH), face à la fin imminente du monopole gouvernemental sur le pétrole, se fixa comme objectif de créer une entreprise à capital mixte public-privé qui exploiterait les actifs pétroliers de l'État. Au moment de lui trouver un nom, une enquête de rue montra que les deux seuls mots que les gens associaient avec le monde du pétrole étaient CAMPSA (nom de l'ancien monopole d'État) et REPSOL : c'est ce dernier nom qui fut choisi pour la nouvelle société.

## Histoire

### Origines (1927-1986)

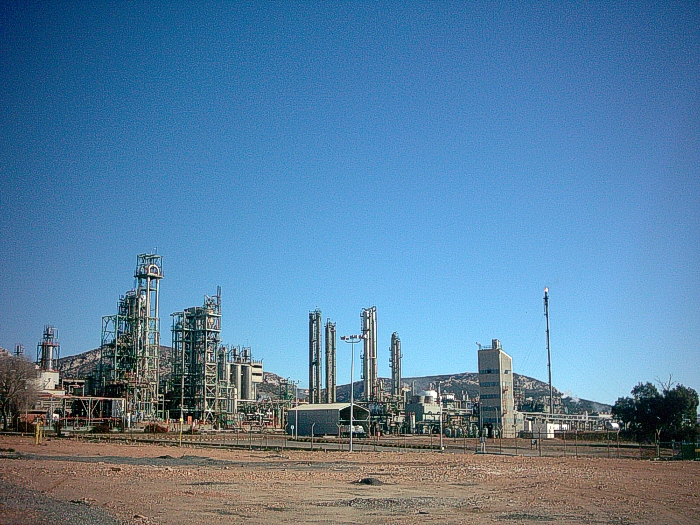
Raffinerie de Puertollano, en Castille-La Manche.

Le 17 octobre 1927 est créé, sur l'impulsion de Miguel Primo de Rivera, la Régie du monopole du pétrole S.A. (Compañía Arrendataria del Monopolio de Petróleos S.A ou CAMPSA). Société d'économie mixte, avec une participation minoritaire de l'État, CAMPSA devait développer les capacités de raffinage en Espagne. En 1942, ses activités sont attribuées à l'Institut national de l'industrie (Instituto Nacional de Industria ou INI), créé l'année précédente par le pouvoir franquiste dans le but de renforcer le poids de l'État dans la gestion des activités liées à l'énergie. Le 24 novembre 1942 est créée l'Entreprise nationale Calvo Sotelo (Empresa Nacional  Sotelo ou ENCASO), chargée des activités à Puertollano et à Carthagène, au Levant espagnol.
En 1948 est constituée la société REPESA (Refinería de Petróleos de Escombreras), chargée de gérer la nouvelle raffinerie d'Escombreras, dans le port de Carthagène. Ouverte en 1951, cette raffinerie, considérée comme la plus moderne d'Espagne, comporte un centre de recherches et produit des lubrifiants et de l'asphalte. Elle commercialise de l'essence, des huiles et des lubrifiants, « Repsol » étant la marque la plus réputée de la société. Le 11 juin 1957 est créée l'entreprise Butano S.A., distributeur de gaz. Le succès de Butano S.A. vient de la méthode de vente, car le gaz est vendu aux consommateurs chez eux, le gaz étant transporté par camion jusque devant la porte.
À partir des années 1960, l'État espagnol cherche des alliances avec des groupes étrangers, afin de développer ses activités. En 1961, le ministère de l'Industrie autorise la constitution d'un groupe par la compagnie américaine Marathon Oil Company et la PETROLIBER (Compañía Ibérica de Petróleos S.A.), afin de construire et exploiter une raffinerie à La Corogne. En 1964, CAMPSA, avec l'aide technique des Américains Chevron et Texaco, découvre du pétrole à La Lora, dans la province de Burgos. En 1965, la création d'Hispanoil (Sociedad Hispánica de Petróleos S.A.) répond au projet de développer l'exploration et la production d'hydrocarbures hors du territoire espagnol. Hispanoil réalise ses premiers forages dans le golfe de Syrte, en Libye, en accord avec les compagnies française Elf Aquitaine et américaine Murphy Oil. Au début des années 1970, les différentes sociétés espagnoles se développent. Les activités pétrolières se développent, en particulier au Pays basque, avec la raffinerie de Bilbao, et en Catalogne, à Tarragone où est créée l'ENTASA (Empresa Nacional Petróleos de Tarragona), le 19 octobre 1971.
Les années 1970 sont l'heure de la reprise en main des activités pétrolières par l'État espagnol. En 1972, CAPSA, Fierro et PETROLIBER vendent leurs participations dans le groupe Hispanoil à l'Institut national de l'industrie (Instituto Nacional de Industria de España ou INI) et à la Direction générale du patrimoine de l'État (Dirección General de Patrimonio del Estado), ce qui implique la nationalisation totale du groupe. Le 28 novembre 1974, REPESA absorbe ENCASO et ENTASA, donnant naissance à ENPETROL (Empresa Nacional de Petróleos), société détenue à 71,7 % par l'État à travers l'INI. En 1981, afin de favoriser la cohérence des politiques de l'État, est créé l'Institut national des hydrocarbures (Instituto Nacional de Hidrocarburos ou INH), qui regroupe les participations de l'État dans PETROLIBER, HISPANOIL, CAMPSA, ENPETROL, ENIEPSA, ENAGAS et Butano S.A., compagnies dans lesquelles l'État a une participation majoritaire ou est le seul propriétaire. L'INH est une entité de droit public qui dépend directement du ministère de l'Industrie et de l'Énergie.
Pourtant, à partir du début des années 1980, dans le but de l'intégration espagnole à l'Europe, la politique de l'État commence à changer en faveur d'une libéralisation du secteur énergétique. Le 31 décembre 1984, l'État attribue à CAMPSA la gestion du réseau de transport des produits pétroliers et gaziers, c'est-à-dire les oléoducs, les terminaux de stockage et la flotte de camions-citernes. En 1985, l'État met en place un plan afin d'arriver à la libéralisation du secteur en 1992. En 1986, l'INH cède ses participations dans CAMPSA à trois entreprises différentes, Petronor, Petromed et ENPETROL. Hispanoil recentre ses activités sur l'exploration pétrolière et absorbe la même année ENIEPSA (Empresa Nacional de Investigación y Explotación de Petróleo).

### Naissance et développement de Repsol (1987-1999)
Le groupe Repsol, avec un capital de 60 000 pesetas, est créé en octobre 1987 : ce nouveau groupe aux ambitions internationales qui regroupe les entreprises dans lesquelles l'État espagnol avait une participation majoritaire, à travers l'INH, actionnaire unique, dans les domaines de l'exploration, la production, le transport et le raffinage d'hydrocarbures. Repsol S.A. détient cinq filiales :
- Repsol Exploración (ancienne Hispanoil), qui regroupe les activités liées à l'exploration et au transport ;
- Repsol Petróleo (ancienne ENPETROL), qui regroupe les activités liées au raffinage de produits pétroliers ;
- Repsol Butano (ancienne Butano S.A.), qui regroupe les activités liées au transport et à la commercialisation de gaz naturel ;
- CAMPSA ;
- Petronor ;
- Repsol Química (ancienne Alcudia), d'abord filiale de Repsol Petróleo, puis qui gagne en autonomie quelques mois plus tard, regroupe les activités liées à la fabrication de produits chimiques d'origine pétrolière.

En 1989, le gouvernement commence la privatisation de Repsol à hauteur de 26 % du capital de la société. En 1991 est créé Gas Natural qui regroupe les activités de l'INH dans le domaine du gaz. En 1997, l'État espagnol achève le processus de privatisation de la compagnie.

### Expansion internationale (1999-2012)

Logotype de l'ancienne société Repsol YPF, à la suite de la fusion de Repsol avec l'argentin YPF.

Entre janvier et juin 1999, REPSOL acquiert 97,81 % des actions de la société pétrolière argentine YPF S.A., donnant naissance à une entreprise multinationale sous le nom de REPSOL YPF, S.A. La nouvelle société est alors une des plus grandes entreprises pétrolières privées du monde, opérant dans plus de trente pays, en particulier en Amérique latine où elle occupe une position de premier plan dans le pétrole et le gaz.
La présence en Amérique latine devient l'une des clefs du développement et de la croissance de la nouvelle société : en 2000, la compagnie poursuit ses investissements à Cuba, au Chili, en Argentine, en Colombie et au Venezuela, mais elle acquiert aussi 45 % de Lipigas, leadeur du marché chilien de gaz liquide et rachète les activités de BP à Trinité-et-Tobago. En 2001, en accord avec Petrobras, Repsol YPF devient le 2e groupe pétrolier du Brésil. La même année, la société s'associe à SAMO S.R.L, afin de créer sa filiale en Bolivie. En 2002, Repsol YPF, dans le contexte de la crise argentine, devient le 1er groupe pétrolier privé au Venezuela. En 2003, la compagnie renforce ses activités au Mexique. En octobre 2010, Repsol crée au Brésil une coentreprise avec le numéro 1 pétrolier chinois Sinopec pour exploiter les actifs du groupe pétrolier espagnol dans le pays. La société chinoise détient 40 % du capital avec un apport de fonds de 5,2 milliards d’euros.
Repsol YPF maintient également ses activités en Europe. En 2002 est ouvert à Móstoles, près de Madrid, le Centre technologique (Centro de Tecnología) de Repsol YPF, plus grand centre de recherche et développement dans le domaine pétrolier d'Espagne. En 2004, Repsol YPF reçoit un prix Platts pour son investissement dans le pompage du pétrole qui menaçait les côtes espagnoles à la suite du naufrage du Prestige. Parallèlement, le groupe recherche des alliances avec des sociétés énergétiques russes : en 2006, Repsol YPF achète 10 % de la West Siberian Ressources et signe plusieurs accords avec Gazprom afin de développer des synergies en Europe, en Russie, en Amérique latine et en Afrique. En novembre 2008, le groupe pétrolier russe Lukoil se montre intéressé dans l'acquisition de 30 % des actions de Repsol YPF, en rachetant 20 % appartenant à Sacyr et 10 % à Caja Madrid, sans que le projet aboutisse.

### Expropriation d'YPF

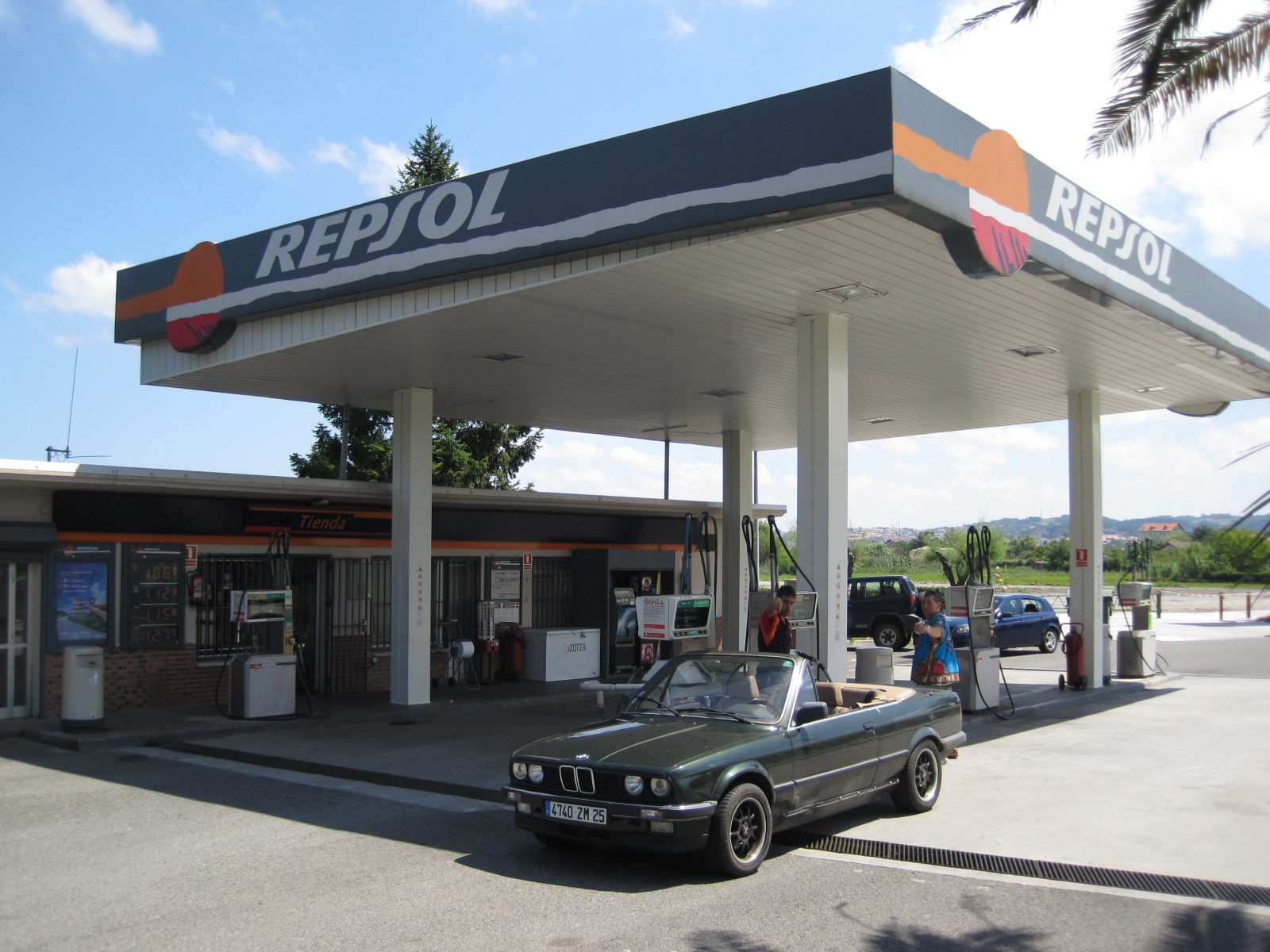
Station service Repsol.

Le 4 avril 2012, la présidente de l'Argentine, Cristina Kirchner, multiplie les critiques envers le groupe hispano-argentin, dont elle juge les investissements insuffisants, et lui retire douze concessions sur le territoire argentin, à la suite de l'augmentation de plus de 100 % du prix de l'essence dans le pays. Le 16 avril, elle annonce la nationalisation à 100 % de la filiale argentine du groupe, partagés à hauteur de 51 % pour l'État argentin et 49 % pour les provinces productrices.
Les conséquences pour la société Repsol YPF, qui redevient Repsol, sont importantes. Elle perd pour 400 à 600 millions d'euros d'actifs, ce qui lui fait perdre du poids au sein de l'Ibex 35, et voit sa note dégradée par l'agence Moody's. L'expropriation de Repsol provoque un tollé en Espagne, où le gouvernement Rajoy envisage des mesures de rétorsion contre l'Argentine. Mais sans véritable soutien des organisations internationales ou de l'Union européenne, l'Espagne ne peut empêcher le gouvernement argentin d'agirmais attaque celui devant différentes organisations internationale d'arbitrage (CIADI, etc.), le gouvernement argentin est alors obligé de négocier une compensation pour l'expropriation, celle-ci se monte à plus de 5 milliards de dollars. Pour réduire rapidement sa dette, l'entreprise cède en 2013 ses activités qu'elle possédait à Trinité-et-Tobago, au Pérou et au Pays basque dans le gaz naturel à Shell.
Aujourd'hui, Repsol opère dans plus de trente pays et emploie plus de 37 000 personnes de différentes nationalités.
En décembre 2014, Repsol acquiert Talisman Energy, une entreprise pétrolière canadienne, pour 13 milliards de dollars.

## Activités

### Exploration et production

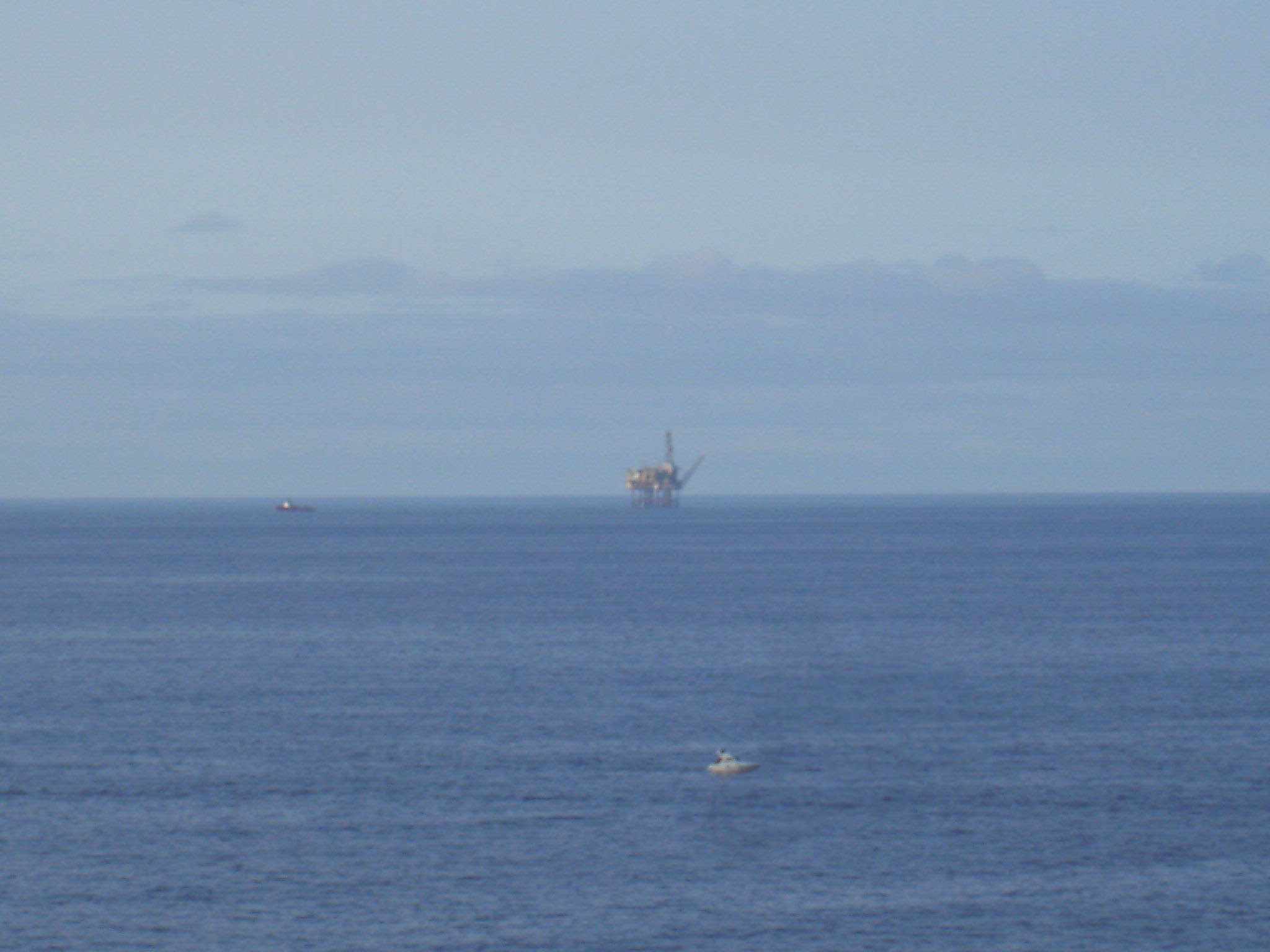
Plateforme gazière la Gaviota, au large de Bermeo, en Biscaye.

L'exploration et la production de pétrole et de gaz naturel sont fournis par une filiale de Repsol, Repsol Exploration S.A. et ses nombreuses filiales. La société travaille principalement dans les pays suivants :
- en Europe : Espagne ;
- en Afrique : Algérie, Libye, Maroc, Mauritanie, Sierra Leone, Liberia et Angola ;
- en Amérique : Argentine, États-Unis, Colombie, Équateur, Venezuela, Cuba, Pérou, Bolivie, Brésil, Guyana et Mexique.

La production nette en 2007 était 176 175 000 barils et de 1 140 605 millions de pieds cubes de gaz naturel.

### Raffinage

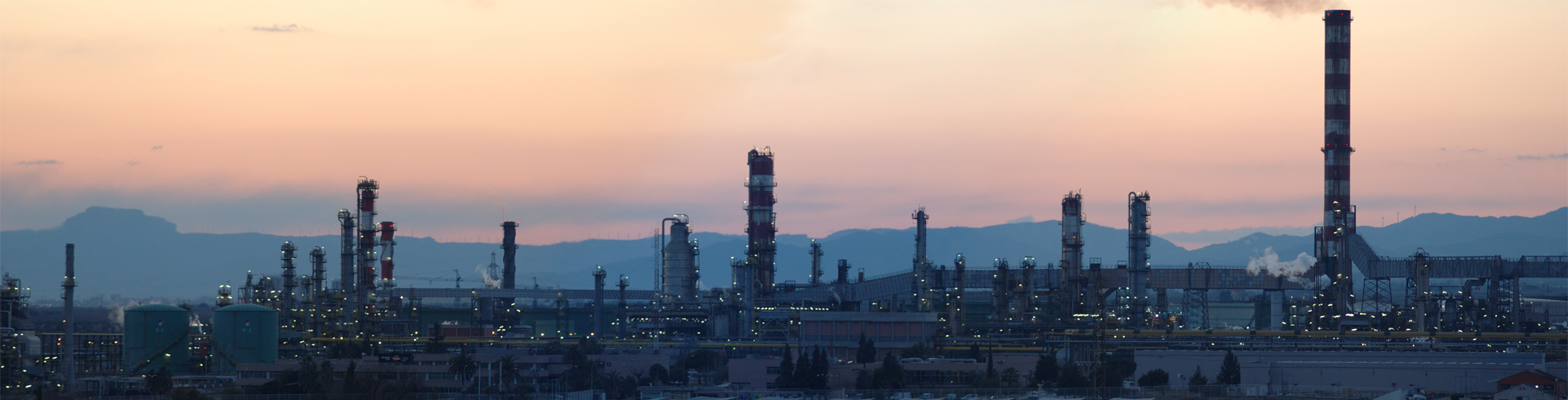
Raffinerie du complexe industriel de Repsol à la Pobla de Mafumet, dans la province de Tarragone.

Les activités de raffinage, de commercialisation et de distribution dépendent de la filiale Repsol Petróleo S.A. Leurs activités incluent l'achat, le transport et le raffinage du pétrole brut, mais aussi la fabrication et la commercialisation de produits dérivés de la pétrochimie tels que l'essence, le gazole, le kérozène, les lubrifiants, l'asphalte, le méthyle, le méthyl tert-butyl éther, etc.
Le groupe opère dans six raffineries : cinq d'entre elles sont en Espagne et une au Pérou. Il faut y ajouter les participations que le groupe détient dans une raffinerie en Argentine et trois autres au Brésil. La capacité totale de raffinage est d'environ 1,2 million de barils par jour. Les projets d'expansion des raffineries de Carthagène et de Bilbao devraient augmenter de quelque 220 000 barils par jour la production totale.
La commercialisation des produits se fait sous les marques de Repsol, CAMPSA et Petronor, grâce à un vaste réseau de 6 900 points de vente, dont 6 500 stations-service en Europe ou en Amérique latine. La vente de gaz naturel est faite par Repsol Butano et Repsol Gas.

### Chimie
La production et la commercialisation de produits chimiques de Repsol YPF, sont à la charge d'une filiale de Repsol YPF, Repsol Química S.A. et consiste en la production de produits pétrochimiques. On peut distinguer une grande variété de produits, tels que le benzène, le styrène et ses dérivés, les polypropylènes, les zéolites, etc.
Les activités pétrochimiques de Repsol Química se déroulent principalement dans cinq complexes industriels, deux situés en Espagne, un au Portugal et trois en Argentine. Les principaux marchés pour ces produits sont le sud de l'Europe et les pays du Mercosur.

### Gaz naturel et électricité
Les activités dans le domaine du gaz sont assurées par la société Gas Natural SDG, qui dépend à 30,85 % de Repsol YPF. Elle est chargée de l'approvisionnement, de la distribution et de la commercialisation du gaz naturel en Espagne et en Amérique latine. En 2007, les ventes totales de gaz naturel étaient de 36,41 milliards de mètres cubes, dont 22,15 milliards de mètres cubes correspondent au marché espagnol, fort de 5,7 millions de clients. Les ventes en Amérique latine sont de 9,92 milliards de mètres cubes, qui concernent 5,1 millions de clients.
La production d'électricité s'élève à environ 16 975 GWh. Cette production comprend la production par les centrales à cogénération, à cycle combiné et éoliennes. Repsol exploite un total de 6 373 MW, fournis principalement en Espagne (3 600 MW), à Porto Rico (540 MW) et au Mexique (2 233 MW).

## Organisation

### Présidence

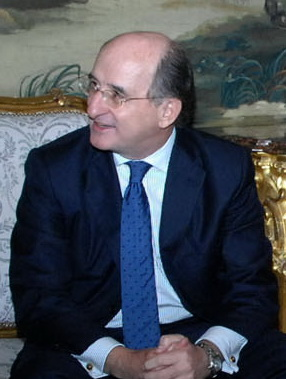
Antonio Brufau.

- Oscar Fanjul (1987-1996)
- Alfonso Cortina (1996-2004)
- Antonio Brufau (2004-)

### Conseil d'administration
- Antonio Brufau Niubo, président-directeur général ;
- Isidro Fainé Casas et Juan Abelló Gallo, vice-présidents ;
- Paulina Beato Blanco, Artur Carulla Font, Luis Carlos Croissier Batista, Ángel Durandez Adeva, Javier Echenique Landiribar, Mario Fernández Peláez, Isabel Gabarró Miquel, José Manuel Loureda Mantiñán, Juan María Nin Génova, Alejandro Pérez Galindo, Henri Philippe Reichstul Reichstul et Luis Suárez de Lezo Mantilla.

L’entreprise a compté au sein de son conseil d’administration cinq anciens ministres.

## Données financières et boursières

### Actionnaires principaux
À la suite de la nationalisation d'YPF, la société Repsol compte trois actionnaires principaux : la Caixa (12,2 %), Sacyr Vallehermoso (9,53 %) et Pemex (9,37 %). 10,5 % des actions sont possédées par la société Repsol elle-même en autocontrôle.
| Actionnaire        | Droits de vote | Capital  | Société                                              | Pourcentage | Contrôle |
| ------------------ | -------------- | -------- | ---------------------------------------------------- | ----------- | -------- |
| La Caixa           | 12,831 %       | 10,581 % | CaixaBank                                            | 12,831 %    | 81,516 % |
| La Caixa           | 12,831 %       | 10,581 % | 0,007 %                                              |             |          |
| BBVA               |                |          |                                                      | 3,92 %      |          |
| BNP Paribas        |                |          |                                                      | 3,32 %      |          |
| Sacyr Vallehermoso | 10,010 %       | 10,010 % | Sacyr Vallehermoso Participaciones Mobiliarias, S.L. | 10,010 %    | 100 %    |
| PEMEX              | 9,492 %        | 4,686 %  | Equity Swap                                          | 4,806 %     |          |
| PEMEX              | 9,492 %        | 4,686 %  | P.M.I. Holdings, B.V.                                | 4,686 %     | 100 %    |
| BlackRock          | 3,070 %        | 3,070 %  | Blackrock Investment Management (UK) Ltd.            | 3,070 %     |          |

### Filiales
Les principales filiales de la société Repsol sont :
| Société                                    | Participacion |  |
| ------------------------------------------ | ------------- |  |
| Repsol Sinopec Brasil                      | 60,01 %       |  |
| Gas Natural SDG                            | 23,88 %       |  |
| Repsol Bolivia                             | 99,83 %       |  |
| Repsol Petróleo                            | 99,97 %       |  |
| Repsol International Finance               | 100 %         |  |
| Repsol Portuguesa                          | 100 %         |  |
| Repsol Química                             | 99,99 %       |  |
| Repsol Tesorería y Gestión Financiera      | 98,36 %       |  |
| Repsol Exploración                         | 99,99 %       |  |
| Petróleos del Norte (Petronor)             | 85,98 %       |  |
| Repsol Perú                                | 100 %         |  |
| Repsol Overzee Financien                   | 100 %         |  |
| CLH                                        | 10 %          |  |
| Repsol Butano                              | 99,99 %       |  |
| Repsol Italia                              | 100 %         |  |
| Repsol Comercial de Productos Petrolíferos | 18,39 %       |  |

### Participations
Les principales participations de Repsol sont :
| Société     | Participacion |
| ----------- | ------------- |
| Gas Natural | 23,88 %       |
| CLH         | 10,00 %       |

### Rémunérations des dirigeants
Les rémunérations du président-directeur général et de ses directeurs adjoints en 2012 étaient :
| Membre du conseil d'administration | Rémunération  |
| ---------------------------------- | ------------- |
| Antonio Brufau                     | 638 737 euros |
| Isidro Fainé                       | 353 188 euros |
| Juan Abelló Gallo                  | 397 337 euros |

## Critiques et controverses

### Au Pérou
En 2007, Repsol a été critiqué par l'organisation non gouvernementale Survival International pour ses activités d'exploration pétrolière sur des territoires indiens au nord du Pérou, sans les en avoir préalablement avertis. Comme ces populations ne sont pas immunisées contre les maladies extérieures, tout contact avec des étrangers peut être mortel pour elles. L'activité pétrolière est également critiquée pour les dommages qu'elle provoque à l'environnement naturel fragile, dont les populations indiennes sont complètement dépendantes pour survivre.
Pour cette raison, la compagnie Repsol a dû se retirer de ses zones d'exploitation. Elle a aussi mis en place un règlement où elle s'engage à respecter les droits des peuples indiens. Elle reconnait ainsi formellement les droits des Indiens et des communautés indiennes.
En janvier 2022, Repsol est accusée pour sa négligence à la suite du renversement d'un bateau tanker qui chargeait du pétrole, basculé par la houle issue du tsunami en provenance des Tonga, pourtant annoncé. Une marée noire s'est ensuivie, sur plusieurs kilomètres de côtes au Nord de Lima, estimé comme le pire désastre environnemental ayant eu lieu récemment dans la région de la capitale.